# Adrian Belew
Pour les articles homonymes, voir Belew.
Adrian Belew, de son vrai nom Robert Steven Belew, est un musicien américain né le 23 décembre 1949 à Covington, dans le Kentucky. Multi-instrumentiste, il chante et joue la guitare, les claviers et la batterie électronique (V Drums). Il se distingue par son jeu de guitare particulier, qui fait appel à un large pédalier d'effets sonores. Les chansons qu'il compose témoignent d'une forte influence des Beatles.
Belew a longtemps été le chanteur et le second guitariste du groupe rock progressif King Crimson entre 1981 et 2009. En tant que musicien de studio et de scène, il a été découvert par  Frank Zappa, alors que jeune guitariste pas encore professionnel, il jouait avec un groupe de reprises dans un petit club. Zappa l'a pris dans son groupe en 1977, et sa carrière internationale a ainsi démarré. Il a ensuite rejoint David Bowie et a également joué avec Talking Heads, King Crimson et Laurie Anderson,  parmi d'autres. Il a également publié de nombreux albums solo.

## Biographie
Belew fait ses débuts au sein de Sweetheart, un groupe de reprises de la région de Nashville. Repéré par Frank Zappa, il l'accompagne sur disque et sur scène en 1977 et 1978, apparaissant dans le film musical Baby Snakes. Il attire l'attention de David Bowie, qui le recrute pour sa tournée mondiale de 1978, illustrée par l'album live Stage. Belew joue également sur l'album studio Lodger (1979). Quelques années plus tard, en 1990, il retrouve Bowie lors de la tournée Sound + Vision dont il est le directeur musical.
Belew collabore avec Talking Heads sur l'album Remain in Light (1980), puis sur l'album live The Name of This Band Is Talking Heads (1982). Il apparaît également sur le premier album de Tom Tom Club, groupe formé par Tina Weymouth et Chris Frantz de Talking Heads, et sur l'album solo de David Byrne The Catherine Wheel (1981).
En 1980, alors qu'il est encore impliqué avec Talking Heads, Belew est invité par Robert Fripp à rejoindre son nouveau groupe, Discipline. Le quatuor, qui comprend également le bassiste Tony Levin et le batteur Bill Bruford, reprend rapidement le nom de King Crimson, le précédent groupe de Fripp et Bruford. Cette formation publie trois albums entre 1981 et 1984 avant de se séparer. Belew participe ensuite aux réunions du groupe jusqu'en 2003.
Après la séparation de King Crimson en 1984, Belew fonde un autre groupe, The Bears, avec des amis de l'époque de Sweetheart. Davantage orientés pop, les Bears publient deux albums, The Bears (1987) et Rise and Shine (1988), avant de se séparer. Ils se réunissent en 2001 et publient deux albums supplémentaires, Car Caught Fire (2001) et Eureka! (2007). En 1984 et 1986, il joue sur deux albums studio de Laurie Anderson, Mister Heartbreak et Home of the Brave et il tourne avec elle. Et en 1986 toujours, on l'aperçoit avec Cyndi Lauper sur l'album True Colours. 
En 2006, Belew a formé un power trio avec Julie Slick (basse) et Eric Slick (batterie), simplement baptisé « Adrian Belew Power Trio ».

## Discographie

### Albums solo
- 1982 : Lone Rhino
- 1983 : Twang Bar King
- 1986 : Desire Caught By the Tail
- 1989 : Mr. Music Head
- 1990 : Young Lions
- 1992 : Inner Revolution
- 1994 : Here
- 1995 : The Guitar as Orchestra: Experimental Guitar Series, Vol. 1
- 1995 : The Acoustic Adrian Belew
- 1996 : Op Zop Too Wah
- 1998 : Belew Prints: The Acoustic Adrian Belew, Vol. 2
- 2005 : Side One
- 2005 : Side Two
- 2006 : Side Three
- 2007 : Side Four Live
- 2009 : Live Overseas
- 2015 : Live in Batumi
- 2016 : Volume One (Flux by Belew)

### Collaborations
- 2004 : Raven Songs 101 avec Kevin Max
- 2009 : A Cup of Coffee and a Slice of Time avec Michael Clay

### Comme membre d'un groupe

#### King Crimson
- 1981 : Discipline
- 1982 : Beat
- 1984 : Three of a Perfect Pair
- 1994 : THRAK
- 1995 : B'Boom: Live in Argentina (en concert)
- 1996 : THRaKaTTaK (en concert)
- 1998 : Absent Lovers: Live in Montreal (en concert)
- 2000 : The ConstruKction of Light
- 2000 : Heavy ConstruKction (en concert)
- 2001 : VROOOM VROOOM (en concert)
- 2003 : EleKtrik: Live in Japan (en concert)
- 2003 : The Power to Believe
- 2003 : The Power to Believe Tour Box

#### Les ProjeKcts
- 1998 : Space Groove de ProjeKct Two
- 1999 : The ProjeKcts
- 2000 : Heaven and Earth de ProjeKct X
- 2001 : Live in Northampton, MA de ProjeKct Two
- 2005 : I.C. Light Music Tent de ProjeKct Two
- 2006 : East Coast Live de ProjeKct Six
- 2007 : Live in Somerville, MA de ProjeKct Two
- 2014 : Live in Tel Aviv 2014 de The Crimson ProjeKct

#### The Bears
- 1987 : The Bears
- 1988 : Rise and Shine
- 2002 : Car Caught Fire
- 2002 : Live (en concert)
- 2007 : Eureka!

#### Adrian Belew Power Trio
- 2009 : E
- 2009 : Live in Germany (en concert)
- 2010 : Power to Santiago
- 2011 : E for Orchestra
- 2014 : Dust
- 2014 : Live at Rockpalast (en concert)

### Participations
- 1978 : Stage de David Bowie
- 1979 : Lodger de David Bowie
- 1979 : Sheik Yerbouti de Frank Zappa
- 1980 : Remain in Light de Talking Heads
- 1981 : The Catherine Wheel de David Byrne
- 1981 : Magic Windows de Herbie Hancock
- 1981 : Tom Tom Club de Tom Tom Club
- 1981 : The Red and the Black de Jerry Harrison
- 1981 : Left-Handed Dream de Ryuichi Sakamoto
- 1982 : The Name of This Band Is Talking Heads de Talking Heads
- 1982 : The Arrangement de Ryuichi Sakamoto et Robin Scott
- 1982 : Sheffield Steel de Joe Cocker
- 1983 : Baby Snakes de Frank Zappa
- 1983 : The Key de Joan Armatrading
- 1984 : Zoolook de Jean Michel Jarre
- 1984 : Mister Heartbreak de Laurie Anderson
- 1986 : Home of the Brave de Laurie Anderson
- 1986 : True Colors de Cyndi Lauper
- 1986 : Graceland de Paul Simon
- 1990 : Walk on Water de Casual Gods
- 1990 : The Rhythm of the Saints de Paul Simon
- 1993 : You Can't Do That on Stage Anymore, Vol. 6 de Frank Zappa
- 1993 : God Shuffled His Feet de Crash Test Dummies
- 1994 : Bright Red de Laurie Anderson
- 1994 : Necessary Angels de Sarah Hickman
- 1994 : Soundbytes de Ryuichi Sakamoto
- 1994 : The Downward Spiral de Nine Inch Nails
- 1998 : Lefty Loose Righty Tight de Rob Fetters
- 1999 : The Fragile de Nine Inch Nails
- 2000 : Outbound de Béla Fleck & the Flecktones
- 2000 : Earth Moving de Mike Oldfield
- 2001 : Strange Little Girls de Tori Amos
- 2004 : Has Been de William Shatner
- 2005 : Back Against the Wall (A Tribute to Pink Floyd) du Billy Sherwood Tribute Project
- 2006 : Return to the Dark Side of the Moon (A Tribute to Pink Floyd) du Billy Sherwood Tribute Project
- 2006 : Deadwing de Porcupine Tree
- 2006 : Reasonator de Tony Levin
- 2008 : Ghosts I-IV de Nine Inch Nails
- 2010 : Doomsday Revolution des New Czars
- 2010 : Hammersmith Odeon de Frank Zappa
- 2013 : Hesitation Marks de Nine Inch Nails
- 2016 : The News de N.Y.X.